# Jeńcy polscy w niewoli sowieckiej (1919–1922)

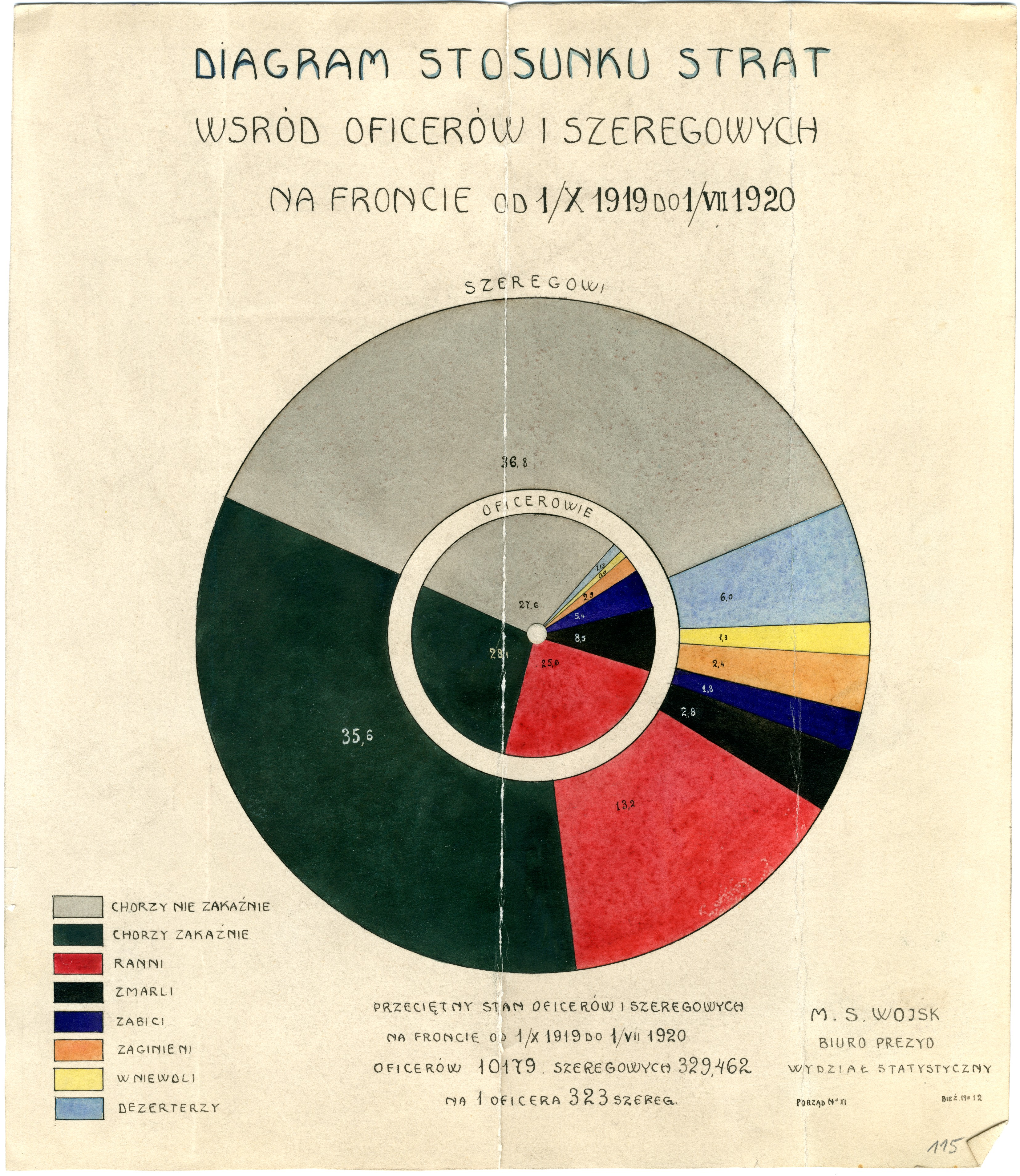
Diagram strat wśród oficerów i szeregowych w wojnie polsko-bolszewickiej między innymi ilość jeńców (żółty kolor)

Jeńcy polscy w niewoli sowieckiej (1919–1922) – termin określający jeńców wojennych różnych oddziałów polskich wziętych do niewoli przez Armię Czerwoną w wyniku wojny polsko-bolszewickiej lat 1919–1920, a także w czasie wojny domowej w Rosji.
Większość polskich jeńców dostała się do niewoli bolszewickiej w wyniku kapitulacji 5 Dywizji Strzelców Polskich 11 stycznia 1920 roku na stacji Klukwiennaja na Syberii oraz w czasie zwycięskiej ofensywy wojsk sowieckich w czerwcu – sierpniu 1920 roku. Znacznie mniejsze ilości jeńców polskich trafiły do niewoli w pozostałych etapach wojny polsko-bolszewickiej oraz w wyniku walk drobnych oddziałów polskich na frontach wojny domowej w Rosji.

## 5 Dywizja Strzelców Polskich
Po kapitulacji większej części 5 Dywizji Strzelców Polskich, władze bolszewickie wbrew zawartemu porozumieniu uwięziły i ograbiły wszystkich wojskowych, a później uznały ich za przestępców politycznych. Oficerów i niektórych szeregowców skazano na więzienie, część zamordowano, a żołnierzy niższych stopni zmuszono do katorżniczej pracy w tak zwanej jenisejskiej brygadzie robotniczej. Łagier w tajdze był pozbawiony ogrzewania, opieki lekarskiej, lekarstw, a wyżywienie wynosiło 0,5 funta chleba i zupy złożonej prawie wyłącznie z wody. Dodatkowo dochodziło do ustawicznych kradzieży na przykład odzieży więźniów przez straż obozową. Śmiertelność była bardzo wysoka w wyniku warunków życia oraz tyfusu. Z obozu w tajdze, podobnie jak z więzień doszło do licznych ucieczek wojskowych, wielu oficerów i podoficerów ukrywało się też przed uwięzieniem. Ci uciekinierzy lub ukrywający się, którzy zostali złapani, byli zabijani w wyniku tortur lub w egzekucjach. Od połowy 1920 roku oficerowie przetrzymywani byli w łagrze w Omsku a później do jesieni 1921 roku w Tule. Jeńców z 5 Dywizji Strzelców Polskich zaczęto stopniowo przekazywać Polsce po zawarciu pokoju ryskiego. Proces ten ukończono w maju 1922 roku. Szacuje się, że do niewoli trafiło około 10 tysięcy polskich żołnierzy z tej dywizji, a do kraju powróciło z tej liczby 5,5 tysiąca.

## Liczebność
Liczba żołnierzy Wojska Polskiego wziętych do niewoli przez Sowietów w walkach w czasie całej wojny polsko-bolszewickiej jest różnie podawana. Rosyjskie publikacje historyczne podają od 35 do 60 tysięcy, zwykle 35–42 tysiące, a polskie według Wyszczelskiego – 40–45 tysięcy (liczby te nie obejmują jeńców z 5 Dywizji Strzelców Polskich na Syberii). Podobną wartość podawał Goclon – 45 tysięcy uwięzionych żołnierzy. Liczby te nie obejmują zamordowanych na miejscu lub w drodze do obozów. 

## Traktowanie
Jeńcy przebywali w licznych obozach, znana jest lokalizacja 33 takowych. Traktowanie polskich jeńców było bardzo złe, podobnie jak i warunki pobytu w obozach: standardowo wszystkich żołnierzy obrabowywano z cennych rzeczy, ale też z butów i odzieży, a nawet bielizny. Odbywało się to tuż po wzięciu do niewoli, a potem w trakcie transportu do obozów i przy przyjęciu do obozów. Wyżywienia w transporcie do obozów często nie było, a w obozach było bardzo niskie i złej jakości, toteż wśród jeńców panował głód. Zarówno szeregowców, jak i podoficerów i oficerów zmuszano do ciężkiej pracy. Zły stan sanitarny i opieki medycznej oraz brak ubrań w chłodnym klimacie skutkowały licznymi chorobami, w tym zakaźnymi (tyfus, czerwonka, grypa hiszpanka). Zarówno w trakcie brania do niewoli, transportu, jak i pobytu w łagrach jeńców często bito. Wszystkie te czynniki skutkowały znaczną śmiertelnością jeńców. W wyniku zawarcia pokoju w marcu 1921 roku, doszło do stopniowego uwolnienia żołnierzy obu stron. Ze wspomnianych 45 tysięcy wolność uzyskało 26 tysięcy polskich żołnierzy, co pozwala szacować, iż z niewoli sowieckiej nie wróciło 19 tysięcy osób, czyli 42%. Wyszczelski podaje, że w obozach i więzieniach zmarło lub zaginęło 15 tysięcy polskich jeńców wojennych (nie wliczając tych z 5 Dywizji Strzelców Polskich) i jeszcze pewna liczba żołnierzy postanowiła zostać w Rosji.
Oprócz żołnierzy wziętych do niewoli, bolszewicka armia dokonała wielu mordów na miejscu, eksterminując także całe szpitale wojskowe. Szczególną bezwzględnością i okrucieństwem wobec jeńców (a także ludności cywilnej) wyróżniała się 1 Armia Konna oraz III Korpus Kawalerii. Do bardziej znanych zbrodni III Korpusu Gaja należy torturowanie i wymordowanie jeńców z polskiej Brygady Syberyjskiej w Chorzelach w sierpniu 1920 roku oraz kawalerzystów pułkownika Bolesława Roi 4 sierpnia 1920 roku w Ostrołęce. 1 Armia Konna Budionnego spaliła szpital z rannymi żołnierzami oraz personelem medycznym w Berdyczowie mordując w ten sposób ponad 600 osób, a we wsi Bystryki zamordowali 700 żołnierzy 50 Pułku Strzelców Kresowych. Tę ostatnią rzeź opisał jej uczestnik, bolszewicki żołnierz, potem pisarz Isaak Babel w swoich Dziennikach (polskie wydanie z 1998, str. 144). Żołnierze Budionnego wymordowali także rannych i jeńców w Zadwórzu. Oddziały III Korpusu Kawalerii Gaja wymordowały łącznie ponad 1000 polskich jeńców.
Oprócz osadzania polskich jeńców w łagrach lub ich mordowania, władze bolszewickie prowadziły także akcję propagandową, zmierzającą do wcielenia jeńców, zwłaszcza szeregowców, w skład Armii Czerwonej. W latach 1918–1919 starano się wcielać Polaków do frontowych jednostek bolszewickich, jednak w 1920 roku podjęto próbę zorganizowania Polskiej Armii Czerwonej, nominalnie utworzonej 14 sierpnia 1920 roku rozkazem naczelnego dowódcy Armii Czerwonej Siergieja Kamieniewa. Ośrodkiem formowania był Białystok. Do jednostki tej kierowano głównie służących już w Armii Czerwonej Polaków lub innych mieszkańców ziem polskich, natomiast akcja werbunkowa wśród polskich jeńców wojennych oraz polskiej ludności cywilnej zakończyła się całkowitym niepowodzeniem, o czym pisał dowódca sowieckiej 4 Armii komdiw Jewgienij Siergiejew.